# Центр управління державними лісами
Центр управління державними лісами (серб. Riigimetsa Majandamise Keskus, скорочено RMK) — естонська державна компанія з управління державними лісами, що складають 40 % лісових угідь. Заснована 1 січня 1999 року. Основні завдання RMK: охорона природи, лісовідновлення, організація лісових і природоохоронних робіт, деревообробка. До складу RMK входять Сагадіський лісовий центр, Еліствереський лісовий зоопарк і Пилулаське рибницьке господарство. Усього Центр управління державними лісами має 18 регіональних відділень.
Сфери діяльності RMK:
- землекористування;
- лісове господарство;
- лісовпорядкування;
- розплідникові та насіннєві господарства;
- збут деревини;
- рекреація;
- охорона природи.